# (5613) Донской
(5613) Донской (лат. Donskoj) — типичный астероид главного пояса, открыт 16 декабря 1976 года советским астрономом Людмилой Черных в Крымской астрофизической обсерватории и 20 июня 1997 года назван в честь князя Дмитрия Донского.

## Обнаружение и именование
(5613) Донской
Открыт 16 декабря 1976 года в Научном Л. И. Черных.
Назван в честь Дмитрия Донского (1350—1389) — правнука Александра Невского, великого князя Московского и Владимирского княжеств. Возглавлял русскую борьбу против татаро-монгольского ига и был назван Донским за свою победу над татаро-монголами в битве 1380 года на Куликовом поле между реками Дон и Непрядва [смотрите цитату для малой планеты (2869)]. Эта историческая победа объединённых российских войск под руководством Дмитрия положила начало освобождению русских земель от татар.
Оригинальный текст (англ.)5613 Donskoj
Discovered 1976-12-16 by Chernykh, L. I. at Nauchnyj.
Named for Dmitrij Donskoj (1350—1389), Aleksandr Nevskij's great-grandson, grand prince of Moscow and Vladimir principalities. He led the Russian struggle against the Tatar-Mongolian yoke and was named Donskoj for his victory over the Tatar-Mongolians in the 1380 battle at Kulikovo field between the Don and the Nepryadva {see planet (2869)} rivers. This historic victory of joint Russian troops under Dmitrij's leadership began the liberation of Russian lands from the Tatars.
Источники: DISCOVERY.DB; M.P.C. 30097.

## Орбита

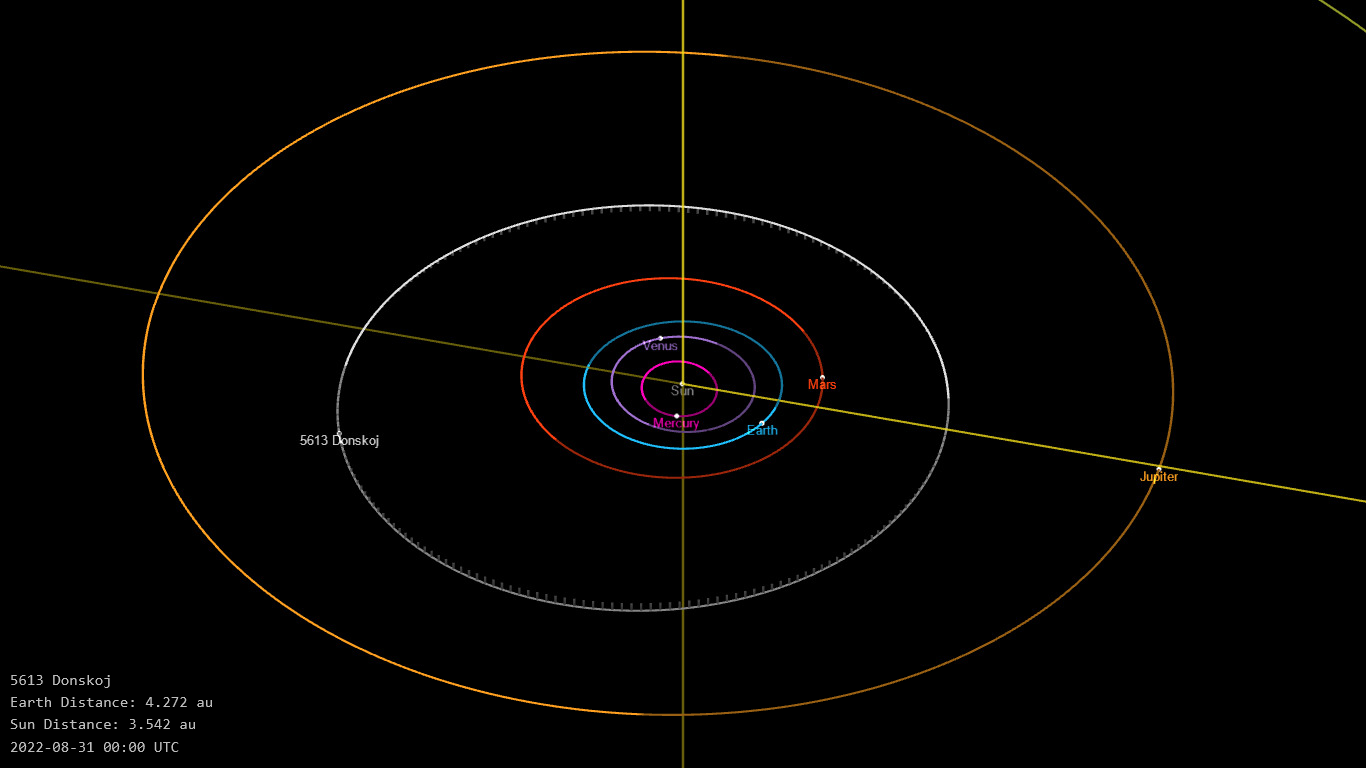
Орбита астероида Донской и его положение в Солнечной системе

## Физические характеристики
Астероид относится к таксономическому классу C.
По результатам наблюдений в видимом и ближнем инфракрасном диапазоне космического телескопа NEOWISE диаметр астероида оценивался равным 14,312±0,174 км, 13,89±3,92 км и 14,41±3,87 км. Согласно тем же источникам альбедо оценивается как 0,0525±0,0084, 0,07±0,06, 0,05±0,04 и 0,052±0,008.